# 22º Reggimento fanteria "Cremona"
Il 22º Reggimento fanteria "Cremona" è stata un'unità dell'esercito italiano.

## Storia
Il reggimento trae origini dal 22º Reggimento Fanteria costituito il 1º ottobre 1848, articolato su tre battaglioni, prendendo parte alla prima guerra di indipendenza italiana. Il reggimento viene sciolto nel maggio 1849 dopo la battaglia di Novara.
Il 1º novembre 1859 si formò la Brigata "Cremona" con i ricostituiti 21º Reggimento Fanteria e 22º Reggimento Fanteria, che partecipando, nel periodo 1861-1870, alle operazioni contro il brigantaggio.
Abolite le brigate permanenti, nel 1871 prese il nome di 22º Reggimento fanteria "Cremona" che cambiò nuovamente il 2 gennaio 1881 quando viene riunito con il 21° nella ricostruita brigata e riprese il nome di 22 Reggimento fanteria (Brigata "Cremona"). All'entrata in guerra dell'Italia nel primo conflitto mondiale il reggimento era ordinato su tre battaglioni, ognuno con quattro compagnie ed una sezione mitragliatrici.
Dopo aver partecipato alla prima guerra mondiale con l'attuazione della legge 11 marzo 1926 sull'ordinamento del Regio Esercito, divenne 22º Reggimento fanteria "Cremona", articolato su due battaglioni ed assegnato alla XX Brigata di Fanteria unitamente al 21º Reggimento fanteria "Cremona" e 88º Reggimento fanteria "Friuli".
Nel 1935-36 prese parte alla Campagna d'Etiopia, fornendo ai reparti mobilitati 7 ufficiali e 75 soldati.
Il 24 agosto 1939 viene inquadrato nella ricostituita 44ª Divisione fanteria "Cremona", unitamente al 21º Reggimento Fanteria e al 7º Reggimento Artiglieria per divisione di fanteria, partecipando alla seconda guerra mondiale inizialmente sul fronte delle Alpi occidentali e, successivamente, in Sardegna e Corsica.
Dal 1939 al 1943 al comando del reggimento si sono avvicendati il colonnello Ezio Vegni, cui sono seguiti il colonnello Attilio Calendi e il colonnello Sabatino Fiumarella.
Nel corso del conflitto il reggimento era articolato su comando, compagnia comando, tre battaglioni fucilieri, compagnia mortai da 81 e batteria armi di accompagnamento da 65/17.
Superate le vicende armistiziali il reggimento ha preso parte alla guerra di liberazione inquadrato nel Gruppo di combattimento "Cremona", costituitosi ad Altavilla Irpina, agli ordini del Generale Clemente Primieri, con i reggimenti 21º e 22º fanteria (di cui fece parte la medaglia d'oro Mario Morgantini) e 7º artiglieria, che ha operato nel settore adriatico.
Dal 15 ottobre 1945 venne inquadrato nuovamente nella ricostituita Divisione fanteria "Cremona" e ne seguì le vicende del dopoguerra. La sua sede, che dal 1909 era a Pisa, fu spostata a Fossano in Piemonte.

### 22º Reggimento fanteria corazzato "Cremona"
Il 1º ottobre 1969 il reggimento venne riconfigurato in reggimento di fanteria corazzata e venne articolato nel VI battaglione bersaglieri, equipaggiato con VTT M113, su una compagnia bersaglieri controcarri, dotata di cannoni da 106 senza rinculo, e nel XIV battaglione carri equipaggiato con carri armati medi M47 Patton.

### 22º Battaglione fanteria addestramento reclute "Primaro"
Con la ristrutturazione dell'Esercito del 1975, che aboliva il livello reggimentale il 29 ottobre 1975 il reggimento venne sciolto e le sue tradizioni ereditate dal 22º Battaglione fanteria addestramento reclute "Primaro", riconfigurato come battaglione addestramento reclute, articolato su comando, plotone comando, due compagnie e inquadrato nella Brigata motorizzata "Cremona", costituitasi dalla riconfigurazione della Divisione fanteria "Cremona".
Nel quadro di ulteriore ristrutturazione dell'Esercito Italiano, il battaglione nel 1989 venne posto in posizione "quadro", versando la Bandiera al Sacrario del Vittoriano il 15 dicembre 1989 e il 2 novembre 1990 venne definitivamente sciolto a Fossano.